# 石川和義
石川　和義（いしかわ かずよし、1982年11月6日 - ）は、日本の男子陸上競技選手。専門は三段跳。長野県出身。筑波大学を卒業後、三洋信販に所属。その後、石川農産、高知ユニオン、上田市陸協、ライフメッセージを経て、現在長野吉田ACに所属している。

## 経歴
2002年のIAAFワールドカップにおいて、16m50の記録で6位。2003年のアジア選手権では16m72を記録し、日本人選手ではその大会で唯一の金メダリストとなる。2004年は日本選手権3位でアテネオリンピック出場を逃したが、10月の田島記念で自己ベストの16m98を記録した。
筑波大学を卒業した2005年から三洋信販に所属。日本選手権で初優勝し、世界選手権に出場した。2008年にも日本選手権で優勝したが、北京オリンピックには出場できなかった。2009年に三洋信販が廃部すると、所属を石川農産として試合に出場した。2010年から高知ユニオンに所属となっている。2014年の日本選手権で優勝。2015年にも優勝。２連覇を達成する。
2014年から長野県で高校教諭として勤務をしている。また県内チームである、ライフメッセージを経て現在は長野吉田ACで競技を続けている。

## 主な成績
| 年     | 大会                 | 順位                | 記録         |
| ------ | -------------------- | ------------------- | ------------ |
| 2000年 | 世界ジュニア選手権   | 予選落ち（A組8位）  | 15m51        |
| 2001年 | アジアジュニア選手権 | 2位                 |              |
| 2002年 | IAAFワールドカップ   | 6位                 | 16m50        |
| 2002年 | アジア選手権         | 2位                 | 16m42        |
| 2003年 | ユニバーシアード     | 4位                 | 16m78        |
| 2003年 | アジア選手権         | 1位                 | 16m72        |
| 2005年 | 世界選手権           | 予選落ち（A組12位） | 16m33        |
| 2005年 | アジア選手権         | 2位                 | 16m88        |
| 2009年 | アジア選手権         | 7位                 | 15m63        |
| 2014年 | 日本選手権           | 1位                 | 16m32(+2.7)  |
| 2015年 | 日本選手権           | 1位                 | 16ｍ30(+0.2) |
| 2016年 | 日本選手権           | 3位                 | 16m27(+2.0)  |

## 記録
| 種目   | 記録         | 年月日         | 備考     |
| ------ | ------------ | -------------- | -------- |
| 三段跳 | 16m98 (+1.5) | 2004年10月10日 | 学生記録 |